# Biskupi Skopja
Biskupi Skopja

## Arcybiskupi Dardanii (343-1656)
| L.p. | Imię i nazwisko                 | Lata                   | Informacje dodatkowe |
| ---- | ------------------------------- | ---------------------- | -------------------- |
| 1    | Paregorio                       | 343-?                  | arcybiskup           |
| 2    | Orsicino                        | V w.                   | arcybiskup           |
| 3    | Johannes                        | ?                      | arcybiskup           |
| *    | sediswakancja                   | ok. V w. - poł. XIV w. |                      |
| 4    | Federico de Retersberck, O.F.M. | 1351-?                 | arcybiskup           |
| 5    | Antonio di Teramo, O.F.M.       | 1401-?                 | arcybiskup           |
| 6    | Francesco de Andreis            | 1574                   | arcybiskup           |
| 7    | Giacinto Macripodanus, O.P.     | 1649-?                 | arcybiskup           |

## Arcybiskupi Skopja (1656-1924)
| L.p. | Imię i nazwisko              | Lata sprawowania urzędu | Informacje dodatkowe     |
| ---- | ---------------------------- | ----------------------- | ------------------------ |
| 8    | Andrea Bogdani               | brak danych             | arcybiskup               |
| 9    | Pjetër Bogdani               | 1677–1689               | arcybiskup               |
| 10   | Michele Summa                | 1728-?                  | arcybiskup               |
| 11   | Gjon Battista Nikolle Kazazi | 1743-?                  | arcybiskup               |
| 12   | Matteo Mazreku               | 1758–1806               | arcybiskup               |
| 13   | Mateje Krasniqi              | 1816–1827               | arcybiskup               |
| 14   | Pietro Sciali                | 1833-?                  | arcybiskup               |
| *    | Gaspare Crasnich             | 1839-?                  | wikariusz apostolski     |
| *    | Urbano Bogdani, O.F.M.       | ?                       | administrator apostolski |
| 15   | Dario Bucciarelli, O.F.M.    | 1864–1878               | arcybiskup               |
| 16   | Fulgenzio Czarev, O.F.M.     | 1879–1888               | arcybiskup               |
| 17   | Andrea Logorezzi             | 1888–1891               | arcybiskup               |
| 18   | Paskal Trokshi               | 1893–1908               | arcybiskup               |
| 19   | Lazër Mjeda                  | 1909–1921               | arcybiskup               |

## Biskupi Skopja (od 1924)[1]
| L.p. | Imię i nazwisko           | Lata sprawowania urzędu | Informacje dodatkowe |
| ---- | ------------------------- | ----------------------- | -------------------- |
| 1    | Janez Franciszek Gnidovec | 1924–1939               | biskup               |
| 2    | Smiljan Franjo Čekada     | 1940–1967               | biskup               |
| *    | sediswakancja             | 1967–1969               |                      |
| 3    | Joakim Herbut             | 1969–2005               | biskup               |
| 4    | Kiro Stojanow             | od 2005                 | biskup               |